# Aldrovandini (famiglia)
Gli Aldrovandini (forme secondarie: Aldovrandini e Aldobrandini) furono una famiglia di pittori del XVII e XVIII secolo. Originari di Rovigo, si stabilirono a Bologna e furono attivi principalmente in area emiliana.

## Storia
Da un capostipite ignoto discesero i due fratelli Giuseppe e Mauro. Giuseppe in particolare, vissuto nella seconda metà del Seicento, fu disegnatore e pittore apprezzato, allievo della bottega dei Sirani, pare in special modo di Anna Maria. Ebbe tre figli: Tommaso, Domenico (pittore prospettico ed ornatista, allievo forse del primogenito, la cui attività è documentata a Parma tra il 1704 e il 1719, e ancora vivo nel 1736) e Giacomo, del quale mancano del tutto notizie. Mauro fu invece padre di Pompeo; quest'ultimo fu probabilmente padre di un altro Mauro, detto il Giovane, la cui ascrivibilità alla famiglia è tuttavia incerta.
|                   |                   |                      |                      |                                    |                                    |                                  |                  |
|                   |                   |                      |                      | ? ?-?                              |                                    |                                  |                  |
|                   |                   |                      |                      |                                    |                                    |                                  |                  |
|                   |                   |                      |                      |                                    |                                    |                                  |                  |
|                   |                   | Giuseppe ?-post 1650 | Giuseppe ?-post 1650 |                                    |                                    | Mauro 1530-1572                  | Mauro 1530-1572  |
|                   |                   |                      |                      |                                    |                                    |                                  |                  |
|                   |                   |                      |                      |                                    |                                    |                                  |                  |
| Tommaso 1653-1736 | Tommaso 1653-1736 | Domenico ?-?         | Domenico ?-?         | Giacomo Doc. tra il 1704 e il 1719 | Giacomo Doc. tra il 1704 e il 1719 | Pompeo 1677-1735                 | Pompeo 1677-1735 |
|                   |                   |                      |                      |                                    |                                    |                                  |                  |
|                   |                   |                      |                      |                                    |                                    |                                  |                  |
|                   |                   |                      |                      |                                    |                                    | Mauro (il Giovane) Doc. nel 1720 |                  |